# Curtiss Model K
El Curtiss Model K, también conocido como Model 4, fue un hidrocanoa monomotor estadounidense de la Primera Guerra Mundial. Era un derivado agrandado del Model F de Curtiss y se construyeron alrededor de 50 unidades para la Armada Imperial Rusa.

## Diseño y desarrollo
En 1914, la Curtiss Aeroplane Company desarrolló su Model K, una versión agrandada de su exitoso hidrocanoa Model F. Era un biplano de tres vanos propulsado por un motor Curtiss VX de 112 kW (150 hp) montado en configuración propulsora entre las alas. A diferencia del Model F, sus alas estaban decaladas y tenían un poco de flecha, mientras que los alerones estaban montados en las alas superiores, en lugar de entre las mismas.
El primer vuelo del Model K se retrasó por problemas con su motor hasta enero de 1915, afirmándose que la aeronave era el mayor hidrocanoa monomotor del mundo en ese momento.

## Historia operacional
Aunque el Model K no obtuvo órdenes de producción locales, los intentos de exportación fueron más exitosos, resultando en una orden de al menos 51 aparatos en versiones tanto de hidrocanoa como terrestre (también conocidos como KPB (K Pusher Boat) y KPL (K Pusher Land), respectivamente) para la Armada Imperial Rusa en 1914. Las aeronaves, metidas en cajas, fueron enviadas por barco vía Vancouver y Vladivostok, resultando en serios retrasos en el ensamblaje, de tal manera que muchas de ellas quedaron inútiles debido a que sus cascos se habían agrietado.

## Operadores
Imperio ruso
- Armada Imperial Rusa

## Especificaciones
Referencia datos: Curtiss Aircraft 1907–1947

### Características generales
- Tripulación: Tres
- Longitud: 9,58 m
- Envergadura: 17,01 m
- Superficie alar: 55,0 m2
- Peso vacío: 1225 kg
- Peso cargado: 1769 kg
- Planta motriz: 1× motor lineal V-8 refrigerado por agua Curtiss VX.
  - Potencia: 110 kW (150 hp)

### Rendimiento
- Velocidad máxima operativa (Vno): 110 km/h
- Alcance: 586 km
- Régimen de ascenso: 0,76 m/s (150 pies/min)

### Desarrollos relacionados
- Curtiss Model F

### Secuencias de designación
- Secuencia Alfabética (interna de Curtiss): ← H/HS - HA - J - K - L - MF - N →
- Secuencia Numérica (interna de Curtiss): 1/A/C/D/E/F - 2 - 3 - 4 - 5 - 6 - 7 →